# 于昂蒙马丁
于昂蒙马丁（法語：Huanne-Montmartin）是法国杜省的一个市镇，属于贝桑松区。该市镇总面积3.43平方公里，2009年时的人口为83人。

## 景观

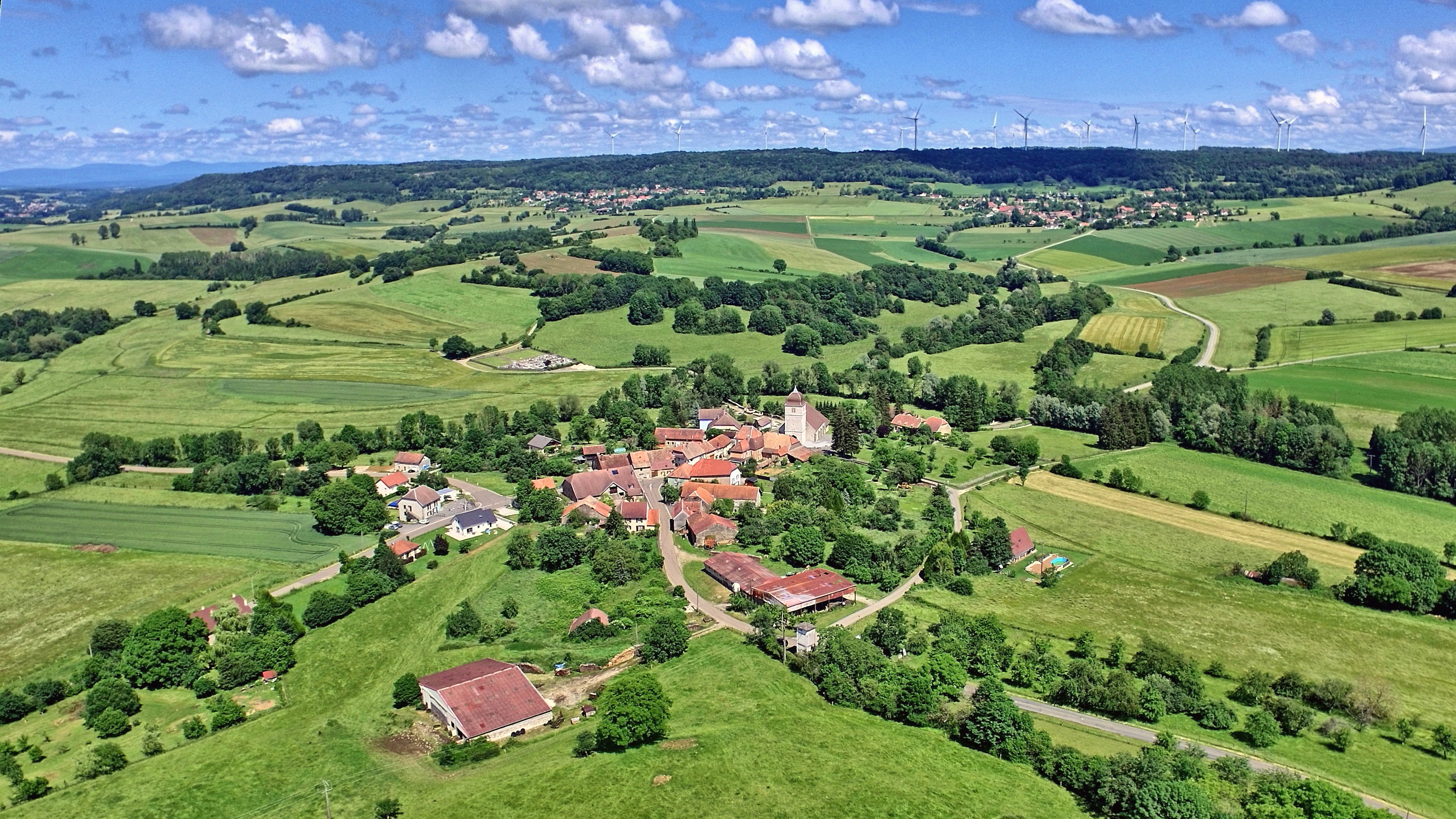
于昂蒙马丁全景

## 交通
杜省省道D26线和D113线在境内交汇。

## 人口
于昂蒙马丁人口变化图示